# Bruket, Degerfors
Bruket är en stadsdel i Degerfors. I Bruket ligger Degerfors station och de kulturhistoriskt intressanta områdena Villervalla och Lilla Världen. Här, vid Letälven, anlades bruken Nedre och Övre Degerfors under 1600-talet. 

## Historia
Det var här, vid Bruket, som Georg Camitz fick privilegiebrev för en smideshammare.
Bruket ligger öster om Letälven och utgör därför den östra delen av tätorten Degerfors. I Bruket uppfördes flera tjänstemannabostäder och en skola "Bruksskolan" som numera är en av Degerfors kommuns grundskolor. Den ritades av Erik Alfred Hedin och invigdes 1901.
Vid Järnverksområdet finns flera särskilt värdefulla byggnader. Bland dem märks Gamla laboratoriet.